# Nederlandse kampioenschappen schaatsen sprint 1995
De Nederlandse kampioenschappen sprint 1995 voor mannen en vrouwen vormden een schaatsevenement dat onder auspiciën van de KNSB over de sprintvierkamp (2x 500, 2x 1000 meter) werd verreden. Het vond plaats in het weekend van 4 en 5 februari op de onoverdekte ijsbaan De Meent in Alkmaar. Voor de mannen was het de 26e editie, voor de vrouwen de dertiende.
De NK sprint stond dit seizoen na de NK afstanden (16-18 december) en EK (m/v) (6-8 januari) en voor de WK allround (m) (11 + 12 februari), NK allround (m/v) en WK sprint (m/v) (beide 18 + 19 februari) en WK allround (v) (3 + 4 maart) op de kalender. Daarvoor, tussendoor, tegelijkertijd en hierna vonden de wedstrijden plaats in het kader van het tiende seizoen van de wereldbeker schaatsen.
Mannen
Er namen zeventien mannen deel, waaronder twee kampioenen en vier debutanten. Vier deelnemers namen later in het seizoen deel aan de NK allround. Tweevoudig kampioen Gerard van Velde (1992, 1993) behaalde zijn derde sprinttitel, het was ook zijn derde podiumplaats. Hij deed dit net als in 1992 met vier afstandoverwinningen. Jan Bazen (1971) en Jan Ykema (1987) deden dit bij de mannen eenmaal. De nummer-3 van vorig jaar, Jakko Jan Leeuwangh, werd deze editie tweede, het was ook zijn tweede podiumplaats. De nummer-3 van dit jaar, Arnold van der Poel, nam bij zijn zevende opeenvolgende deelname voor het eerst op het erepodium plaats. Titelhouder Nico van der Vlies eindigde als vierde. De twaalf te verdelen afstandmedailles werden door zes verschillende rijders behaald.
Vrouwen
Er namen veertien vrouwen deel, waaronder een kampioene en acht debutanten. Zes deelneemsters namen later in het seizoen deel aan de NK allround. Debutante bij de NK sprint en regerend kampioene allround (1994) Annamarie Thomas behaalde als zesde vrouw de Nederlandse sprinttitel en volgde daarmee zevenvoudig kampioene Christine Aaftink op. Thomas won de titel met vier afstandoverwinningen. Aaftink presteerde dit vier keer (1990, 1992-1994) en Yvonne van Gennip eenmaal (1985). Bij haar derde deelname behaalde tweevoudig kampioene marathon op kunstijs (1994, 1995) Sandra Zwolle haar tweede podiumplaats, net als het vorige seizoen werd zij weer tweede. Op de derde plaats nam Aaftink plaats, zij stond hiermee voor het negende opeenvolgende seizoen op het erepodium, naast de titels van 1987-1990 en 1992-1994 werd ze in 1991 tweede. De twaalf te verdelen afstandmedailles werden door vijf rijdsters behaald. Anja Bollaart arriveerde door mis communicatie van KNSB zijde op de tweede wedstrijddag te laat in Alkmaar. De wedstrijden waren op verzoek van de NOS vervroegd en Bollaart had hiervan (als enige) geen bericht ontvangen.
WK sprint
De Nederlandse delegatie bij de WK sprint bestond bij de mannen uit het duo Gerard van Velde en Jakko Jan Leeuwangh en het duo Christine Aaftink en Sandra Zwolle bij de vrouwen. Sprintkampioene Thomas nam tegelijkertijd deel aan de NK allround (waarbij ze de titel prolongeerde).

## Afstandmedailles
Mannen
| Afstand  | 1e               | 2e                  | 3e              |
| -------- | ---------------- | ------------------- | --------------- |
| 1e 500m  | Gerard van Velde | Andries Kramer      | Jan Bos         |
| 1e 1000m | Gerard van Velde | Arnold van der Poel | Arjan Schreuder |
| 2e 500m  | Gerard van Velde | Jakko Jan Leeuwangh | Andries Kramer  |
| 2e 1000m | Gerard van Velde | Arnold van der Poel | Jan Bos         |

Vrouwen
| Afstand  | 1e               | 2e                          | 3e                    |
| -------- | ---------------- | --------------------------- | --------------------- |
| 1e 500m  | Annamarie Thomas | Sandra Zwolle               | Christine Aaftink     |
| 1e 1000m | Annamarie Thomas | Tonny de Jong Sandra Zwolle |                       |
| 2e 500m  | Annamarie Thomas | Christine Aaftink           | Léontine van Meggelen |
| 2e 1000m | Annamarie Thomas | Sandra Zwolle               | Tonny de Jong         |

## Eindklassementen

### Mannen
| Rang   | Schaatser           | Punten     | 500m           | 1000m        | 500m       | 1000m        |
| ------ | ------------------- | ---------- | -------------- | ------------ | ---------- | ------------ |
| Goud   | Gerard van Velde    | 155.100    | 1.38,94 (1)    | 1.18,63 (1)  | 37,89 (1)  | 1.17,91 (1)  |
| Zilver | Jakko Jan Leeuwangh | 157.985    | 1.39,80 (5)    | 1.20,67 (6)  | 38,59 (2)  | 1.18,52 (4)  |
| Brons  | Arnold van der Poel | 158.065    | 1.39,80 (5)    | 1.20,15 (2)  | 39,12 (6)  | 1.18,14 (2)  |
| 4      | Nico van der Vlies  | 158.505    | 1.39,84 (8)    | 1.20,66 (4)  | 38,99 (4)  | 1.18,69 (5)  |
| 5      | Jan Bos             | 158.515    | 1.39,73 (3)    | 1.20,66 (4)  | 39,25 (8)  | 1.18,41 (3)  |
| 6      | Andries Kramer      | 158.585    | 1.39,19 (2)    | 1.21,39 (8)  | 38,68 (3)  | 1.20,04 (8)  |
| 7      | Arjan Schreuder     | 158.970    | 1.39,79 (4)    | 1.20,44 (3)  | 39,40 (9)  | 1.19,12 (7)  |
| 8      | Marco Kramer        | 160.595 pr | 1.40,38 (12)   | 1.21,25 (7)  | 40,14 (13) | 1.18,90 (6)  |
| 9      | Rogier Pastor       | 160.970    | 1.39,80 (5)    | 1.22,65 (9)  | 39,23 (7)  | 1.21,23 (11) |
| 10     | Hans Janssen        | 161.485    | 1.39,90 (9)    | 1.23,69 (11) | 39,02 (5)  | 1.21,26 (12) |
| 11     | Rien Smulders       | 162.485    | 1.40,25 (11)   | 1.24,26 (13) | 39,54 (10) | 1.21,13 (10) |
| 12     | Maarten Blanken     | 163.570    | 1.40,24 (10)   | 1.23,92 (12) | 40,11 (12) | 1.22,52 (15) |
| 13     | Jan van Oosterom    | 164.980 pr | 1.41,76 (15)   | 1.23,01 (10) | 40,62 (16) | 1.22,19 (13) |
| “      | Jan Nieuwenhuizen   | 164.980    | 1.40,96 (13)   | 1.24,34 (14) | 40,25 (15) | 1.23,20 (16) |
| 15     | Marcel Bliek        | 166.105    | 1.41,40 (14)   | 1.26,99 (16) | 40,19 (14) | 1.22,44 (14) |
|        | Sander Velt         | 123.105    | DQ             | 1.25,67 (15) | 39,85 (11) | 1.20,84 (9)  |
|        | Arjan Overdevest    | 073.410    | 1.13,41 (16) * | DNS          |            |              |

pr = persoonlijk record
DNS = niet gestart
DQ = gediskwalificeerd
* = met val

### Vrouwen
| Rang   | Schaatsster           | Punten  | 500m       | 1000m        | 500m       | 1000m        |
| ------ | --------------------- | ------- | ---------- | ------------ | ---------- | ------------ |
| Goud   | Annamarie Thomas      | 170.665 | 42,52 (1)  | 1.26,99 (1)  | 42,11 (1)  | 1.25,08 (1)  |
| Zilver | Sandra Zwolle         | 173.315 | 43,26 (2)  | 1.28,25 (2)  | 42,70 (4)  | 1.26,46 (2)  |
| Brons  | Christine Aaftink     | 174.625 | 43,31 (3)  | 1.30,08 (7)  | 42,19 (2)  | 1.28,17 (5)  |
| 4      | Tonny de Jong         | 174.845 | 44,02 (6)  | 1.28,25 (2)  | 42,95 (5)  | 1.27,50 (3)  |
| 5      | Léontine van Meggelen | 175.755 | 44,04 (7)  | 1.30,11 (8)  | 42,67 (3)  | 1.27,98 (4)  |
| 6      | Andrea Nuyt           | 176.745 | 44,21 (9)  | 1.29,51 (5)  | 43,41 (7)  | 1.28,74 (7)  |
| 7      | Barbara de Loor       | 176.785 | 44,44 (10) | 1.29,06 (4)  | 43,60 (8)  | 1.28,43 (6)  |
| 8      | Sandra 't Hart        | 177.520 | 44,72 (11) | 1.29,56 (6)  | 43,60 (8)  | 1.28,84 (8)  |
| 9      | Anita Loorbach        | 179.285 | 43,81 (4)  | 1.30,13 (9)  | 43,16 (6)  | 1.34,50 (12) |
| 10     | Marieke Wijsman       | 180.480 | 44,99 (13) | 1.31,96 (11) | 44,03 (10) | 1.30,96 (9)  |
| 11     | Janine Koudenburg     | 182.335 | 44,83 (12) | 1.34,48 (13) | 44,59 (13) | 1.31,35 (10) |
| 12     | Kaśka Rogulska        | 183.970 | 45,84 (14) | 1.34,59 (14) | 44,57 (12) | 1.32,53 (11) |
|        | Marianne Timmer       | 134.500 | 43,84 (5)  | 1.32,40 (12) | 44,46 (11) | DNS          |
|        | Anja Bollaart         | 089.715 | 44,08 (8)  | 1.31,27 (10) | DNS        |              |

DNS = niet gestart